# بودي ماسترز
بودي ماسترز هي أول شبكة سعودية متخصصة في إدارة وتشغيل الأندية الرياضية في المملكة العربية السعودية منذ عام 1992. توفر أندية بودي ماسترز مجموعه واسعة من الخدمات الرياضية واللياقة البدنية والصحية ،تشتمل شبكة أندية بودي ماسترز على 41 ناديا رياضيا بإجمالى مساحة تفوق (150,000) متر مربع لتشمل مناطق الرياض، جدة، الدمام،مكة المكرمة، القصيم،الاحساء، تبوك، حفر الباطن، نجران، خميس مشيط والمدينة المنورة.
اليوم بودي ماسترز هي واحدة من أكثر الأسماء انتشارا وشهرة في مجال الأندية الرياضية واللياقة البدنية في المملكة. تشمل خدمات بودي ماسترز على ( مسابح وألعاب مائية - بناء أجسام - لياقة بدنية وحصص جماعية - ألعاب رياضية - ملاعب كرة قدم- ايروبيك - تدليك طبي - حمام شامي - بالإضافة إلى الخدمات الترفيهية مثل طاولات البلياردو - تنس الطاولة - صالة سكواش). يتكون فريقها من مجموعه من المدربين المحترفين لتقديم الخدمات التدريبية.